# ألكونتشيل دي أريثا
بلدية ألكونتشيل دي أريثا (بالإسبانية: Alconchel de Ariza) هي بلدية تقع في مقاطعة سرقسطة التابعة لمنطقة أراغون شمال شرق إسبانيا.

## الديموغرافيا
بلغ عدد سكان بلدية ألكونتشيل دي أريثا 96 نسمة عام 2011 (وفقاً للمعهد الوطني الإسباني للإحصاء).
| 171 | 168 | 151 | 121 | 116 | 106 | 96 |